# Argentyna na Zimowych Igrzyskach Olimpijskich 1968
Argentynę na Zimowych Igrzyskach Olimpijskich 1968 reprezentowało 5 sportowców w jednej dyscyplinie. Nie zdobyli oni żadnego medalu.

## Narciarstwo alpejskie

### Mężczyźni
| Zawodnik         | Konkurencja   | Wyścig 1 | Wyścig 1 | Wyścig 2 | Wyścig 2 | Łącznie | Łącznie |
| Zawodnik         | Konkurencja   | Czas     | Miejsce  | Czas     | Miejsce  | Czas    | Miejsce |
| ---------------- | ------------- | -------- | -------- | -------- | -------- | ------- | ------- |
| Roberto Thostrup | Zjazd         |          |          |          |          | 2:17,35 | 57      |
| Gustavo Ezquerra | Zjazd         |          |          |          |          | 2:17,11 | 55      |
| Gustavo Ezquerra | Slalom gigant | 1:59,60  | 65       | 2:00,51  | 64       | 4:00,11 | 63      |
| Roberto Thostrup | Slalom gigant | 1:58,92  | 63       | 1:58,70  | 58       | 3:57,62 | 61      |

Slalom mężczyzn
| Zawodnik         | Kwalifikacja 1    | Kwalifikacja 1 | Kwalifikacja 2 | Kwalifikacja 2 | Finał                  | Finał                  | Finał                  | Finał                  | Finał                  | Finał                  |
| Zawodnik         | Czas              | Miejsce        | Czas           | Miejsce        | Czas 1                 | Miejsce                | Czas 2                 | Miejsce                | Łącznie                | Miejsce                |
| ---------------- | ----------------- | -------------- | -------------- | -------------- | ---------------------- | ---------------------- | ---------------------- | ---------------------- | ---------------------- | ---------------------- |
| Roberto Thostrup | Zdyskwalifikowany | –              | 1:00,80        | 4              | nie zakwalifikował się | nie zakwalifikował się | nie zakwalifikował się | nie zakwalifikował się | nie zakwalifikował się | nie zakwalifikował się |
| Gustavo Ezquerra | 57,09             | 3              | 59,96          | 3              | Nie zakwalifikował się | Nie zakwalifikował się | Nie zakwalifikował się | Nie zakwalifikował się | Nie zakwalifikował się | Nie zakwalifikował się |

### Kobiety
| Zawodniczka        | Konkurencja   | Wyścig 1          | Wyścig 1 | Wyścig 2 | Wyścig 2 | Łącznie           | Łącznie |
| Zawodniczka        | Konkurencja   | Czas              | Miejsce  | Czas     | Miejsce  | Czas              | Miejsce |
| ------------------ | ------------- | ----------------- | -------- | -------- | -------- | ----------------- | ------- |
| Ana Sabine Naumann | Slalom gigant |                   |          |          |          | Nie ukończyła     | –       |
| Helga María Sista  | Slalom gigant |                   |          |          |          | 2:11,75           | 38      |
| Irene Viaene       | Slalom gigant |                   |          |          |          | 2:11,68           | 37      |
| Irene Viaene       | Slalom        | Zdyskwalifikowana | –        | –        | –        | Zdyskwalifikowana | –       |
| Ana Sabine Naumann | Slalom        | 53,13             | 33       | 57,04    | 27       | 1:50,17           | 29      |
| Helga María Sista  | Slalom        | 51,98             | 31       | 57,18    | 28       | 1:49,16           | 27      |